# Kîșenkî, Kobeleakî
Kîșenkî (în ucraineană Кишеньки) este un sat în comuna Svitlohirske din raionul Kobeleakî, regiunea Poltava, Ucraina.

## Demografie
Componența lingvistică a localității Kîșenkî
     Ucraineană (85,6%)
     Rusă (13,58%)
Conform recensământului din 2001, majoritatea populației localității Kîșenkî era vorbitoare de ucraineană (85,6%), existând în minoritate și vorbitori de rusă (13,58%).